# Kessen III
Kessen III (決戦III) — третя і остання гра з серії «Кессен» розробки студії Koei для PlayStation 2. Заснована на військових кампаніях Оди Нобунаґа.  

## Механіка
Геймплей починається з вибору місій доступних на мапі. Опісля ознайомлення з її деталями існує можливість вибору які саме підрозділи увести в бій. Під час самої баталії гравець контролює окремий підрозділ та може перемикатися між союзними частинами у будь-який час, а інші підрозділи контролюються штучним інтелектом. Війська мають специфічні навички пов'язані з їх конкретним типом (кіннота, стрільці, ніндзя тощо), а офіцери потужні вміння стратегії чи нападу.
Усі очільники підрозділів час від часу впадають у «шаленість» під час якої гравець вступає у міні-бій супроти військ з підрозділу противника. У цей час можливо заробити бонусний досвід, золото або відновити втрачені війська підбираючи трофеї скинуті переможеними вояками. Опісля поразки 100 солдатів супротивника з'являється їх офіцер, перемога над ним додає ще більше бонусів. Окрім суто японських військ, види яких у процесі урізноманітнюються (поява пороху тощо), з часом доступні різноманітні війська європейських найманців.
Битва закінчується коли головної мети досягнуто: ціль може включати винищення всіх підрозділів противника, знищення конкретної цілі, супровід підрозділу до певного місця тощо.
Сюжетна лінія Kessen III досить детальна: часто використовуються кінематографічні сцени та Full Motion Video.

## Особливості гри
- у грі присутні більш ніж 450 видів зброї та броні
- більше 120 хвилин якісного відео
- рушій Kessen III міг відображати до п'ятисот анімованих персонажів на екрані одночасно
- більше 50 карт
- повністю тривимірні рівні
- піші і кінні воїни
- можливість грати з видом від 3 особи
- великий вибір загонів зі своєю зброєю і тактикою
- дії впливали на вибір союзників і ворогів
- попереднє тактичне планування
- можливість викликати на двобій ворожого офіцера (він теж може вас викликати)
- можливість покращувати здібності своїх командирів
- атмосферна музика

## Головні герої
- Ода Нобунаґа
- Акеті Міцухіде
- Леді Кіхо

### Сили Нобунаґи
- Тойотомі Хідейосі
- Токуґава Ієясу
- Хонда Тадакацу
- Морі Йошінарі, Морі Нарітоші
- Маеда Тосііе
- Курода Йосітака
- Гашісука Короку
- Ніва Наґагіде
- Сібата Кацуіє
- Аракі Мурашіґе
- Такіґава Казумасу
- Такенака Ганбей
- Гаторрі Ханзо
- Тайґен Сессей
- Яманака Шіканосуке
- Нанкобо Тенкай
- Ішікава Ґоемон
- Шіма Сакон
- Тодо Такатора
- Кані Сайдзо
- Кейсен Докі
- Фукусіма Масанорі
- Като Кійомаса
- Тошібана Ґінчійо
- Оматсу
- Йаґуй Монетоші
- Тсукагара Бокуден
- Міямото Мусасі
- Дате Масамуне
- Маеда Тошімацу
- Інагіме
- Фума Котаро
- Сасса Марімаса
- Отані Йошітцуґу

### Інші сили
- Ашікаґа Йошіакі
- Морі Терумото
- Сайто Тацуокі
- Матцунаґа Гішіде
- Адзай Наґамаса
- Такеда Шінґен
- Уесуґі Кеншін
- Ода Нобукійо
- Уесуґі Каґекатсу
- Наое Канетсуґу
- Баба Нобуфуса
- Йамаґата  Масакаґе
- Санаде Мацуюкі
- Такеда Нобукадо
- Майто Масатойо
- Анайма Байсетсу
- Момочі Сандаю
- Іссікі Фюджанаґа
- Госокава Фюджітака
- Асакура Йосікаґе
- Акеші Гідемітсу
- Сайто Тошімітсу
- Такеда Кацуйорі
- Гьойджо Уджімаса
- Мійоші Нагаюкі
- Мійоші Масеясу
- Іванарі Томомічі
- Імаґава Йосімото
- Гонґеджі Кеннійо
- Тсококабе Мотошіка
- Шімадзу Йошіхіро

## Основні кампанії
- Битва при Окехадзамі (1560)
- Замок Ґіфу (1567)[en]
- Битва при Анеґава (1570)
- Битва при Одані (1573)[en]
- Битва при Наґашіно (1575)
- Падіння Матцунаґа (1577)

## Схожі ігри
- Nobunaga's Ambition